# 春乃樱
春乃樱（3月11日—），現任寶塚歌劇團宙組主演娘役，是芹香斗亞和桜木みなと的搭檔。出生於京都府京都市。曾就讀於京都府立鳥羽高等学校。身高165公分。愛稱「さー」、「さく」。

## 簡介
- 2014年，進入寶塚音樂學校。
- 2016年，以第26名成績進入寶塚歌劇團，為第102期生。[3][4]同期生包括舞空瞳(前星組主演娘役)、潤花(前宙組主演娘役)、天飛華音(現星組男役)、風色日向(現宙組男役)、咲城けい(現雪組男役)、彩海せら(現月組男役)、花宮沙羅(前宙組娘役)，初舞台為星組公演「こうもり／THE ENTERTAINER!」[5]，同年四月被分配於宙組。[6]
- 2023年6月12日就任宙組主演娘役，擔任芹香斗亞的相手役，兩人的先行披露目為東京建物 Brillia HALL公演「Xcalibur エクスカリバー」[5]，大劇場披露目為『パガド(帕加德～世紀魔術師卡廖斯特羅～)』。[7]
- 2023年8月28日，成為池田泉州銀行的新代言人。[8]
- 2025年4月28日，在芹香斗亞退團後，繼續和桜木みなと搭檔，兩人的披露目是『ZORRO THE MUSICAL(蒙面俠蘇洛)』，大劇場披露目是 『PRINCE OF LEGEND(傳奇王子，改編TEAM HI-AX原作系列) 』。

## 主要演出

### 初舞台
- 2016年3-4月，星組『こうもり』『THE ENTERTAINER!』（寶塚大劇場）[9]

### 宙組時代
- 2016年7-10月，『エリザベート-愛と死の輪舞（ロンド）（伊丽莎白-愛與死的輪舞曲）-』 - 新人公演 飾演：女官[10]
- 2017年2-4月,『王妃の館-Château de la Reine-（王妃之館）』『VIVA! FESTA!』[11]
- 2017年6月,寶塚Bow Hall『パーシャルタイムトラベル 時空の果てに』- 飾演：通行人女／侍女[12]
- 2017年8-11月,『神々の土地（諸神的土地）』 - 新人公演 飾演：ゴロヴィナ嬢(戈洛維娜小姐/Golovina)（正式公演：瀬戸花まり）『クラシカル ビジュー（經典寶石）』[13]
- 2018年1月,梅田藝術劇場、日本青年館『不滅の棘（とげ) (不滅的荊棘)』 - 飾演：メイド(女僕)[14]
- 2018年3-6月,『天（そら）は赤い河のほとり（闇河魅影/赤河戀影)』飾演：民衆,新人公演 飾演：姫／女官『シトラスの風-Sunrise-（橙香之風－Sunrise－）』[15]
- 2018年10-12月,『白鷺（しらさぎ）の城（しろ）』『異人たちのルネサンス』(白鷺城／異人們的文藝復興）- 新人公演 飾演：祭の歌手（正式公演：瀬戸花まり）[16]
- 2019年2月,博多座『黒い瞳(黑之瞳，改編普希金原作小說「上尉的女兒」』『VIVA! FESTA! in HAKATA』[17]
- 2019年4-7月,『オーシャンズ11（瞞天過海)』- 新人公演 飾演：サファイア （正式公演：華妃まいあ）[18]
- 2019年11-2020年2月,『El Japón（エル ハポン）-イスパニアのサムライ-(El Japón 西班牙的武士）』 - 新人公演 飾演：きく（正式公演：里咲しぐれ）『アクアヴィーテ（生命之水/aquavitae）!!』[19]
- 2020年8月,『壮麗帝』（ドラマシティ） - - 飾演：小姓バイラム／女官[20]
- 2020年11-2021年2月, 『アナスタシア（真假公主—安娜塔西亞）』[21]
- 2021年4月,東京建物 Brillia HALL『Hotel Svizra House ホテル スヴィッツラ ハウス』[22]
- 2021年6-9月,『シャーロック・ホームズ-The Game Is Afoot!-（夏洛克·福爾摩斯-The Game Is Afoot!-）』 - ベーカー・ストリート イレギュラーズ、新人公演 飾演：アリス・ターナー（本役：小春乃さよ）『Délicieux（デリシュー）!-甘美なる巴里-』  ＊首次在公演結束謝幕時擔任歌姬[23]
- 2021年11-12月,梅田藝術劇場、東京建物 Brillia HALL『プロミセス、プロミセス (公寓春光)』- 飾演：ミス・ポランスキー[24]
- 2022年2-3月,寶塚大劇場『NEVER SAY GOODBYE』
- 2022年4-5月,東京寶塚劇場『NEVER SAY GOODBYE』- 新人公演 飾演：キャサリン・マクレガー（正式公演：潤花） ＊首次擔任新人公演女主角[25][26]
- 2022年6-7月.梅田藝術劇場、東京建物 Brillia HALL『カルト・ワイン』- アマンダ・フェンテス ＊首次擔任東上(東京特別演出)公演女主角[27]
- 2022年8-11月,『HiGH&LOW-THE PREQUEL-』 - KIDA、新人公演 飾演：純子（正式公演：天彩峰里）『Capricciosa（カプリチョーザ）(卡布里喬沙)!!』[28]
- 2023年3-6月,『カジノ・ロワイヤル〜我が名はボンド〜(皇家賭場~我的名字是龐德~)』飾演：ヴェスパー・リンド(薇絲朋·琳德 Vesper Lynd）[29]

### 宙組主演娘役時代
- 2023年7月～8月,東京建物 Brillia HALL公演『Xcalibur エクスカリバー 』飾演：グィネヴィア(關妮薇)＊主演娘役披露目公演[30][31]
- 2023年9月29-30日寶塚大劇場『パガド(帕加德～世紀魔術師卡廖斯特羅～)』『Sky Fantasy!』[32][33][34]＊主演娘役大劇場披露目公演※因為宙組組員自殺事件，公演中止
- 2024年6-8月 『Le Grand Escalier　－ル・グラン・エスカリエ－(Le Grand Escalier ─大樓梯─)』[35]※特別公演
- 2024年10-11月 『大海賊』『Heat on Beat! －Evolution－』飾演:エレーヌ(海倫娜/Helene)[36]※全國巡迴公演
- 2025年1-4月 『宝塚110年の恋のうた(寶塚110年情歌)』『Razzle Dazzle（ラズル ダズル）（拉茲爾 達茲爾）』飾演:ドロシー・レイン(桃樂絲・瑞恩)[37]
- 2025年6-7月  東急シアターオーブ(東急劇場Orb)『ZORRO THE MUSICAL(蒙面俠蘇洛)』飾演:ルイサ(露易莎)[38]
- 2025年9月-2026年1月 『PRINCE OF LEGEND(傳奇王子，改編TEAM HI-AX原作系列) 』飾演:成瀬果音『BAYSIDE STAR(港灣之星)』[39]

### 活動演出
- 2016年12月，タカラヅカスペシャル2016『Music Succession to Next』(2016年Takarazuka Special音樂會『Music Succession to Next』)
- 2017年12月,タカラヅカスペシャル2017『ジュテーム・レビュー-モン・パリ誕生90周年-』(2017年Takarazuka Special音樂會『ジュテーム・レビュー-モン・パリ誕生90周年-』)
- 2018年7月,『宝塚巴里祭2018』
- 2023年1月,芹香斗亜ディナーショー『KISS-kiki sing&swing-』 (芹香斗亞晚餐秀『KISS-kiki sing&swing-』)

## 外部連結
- 寶塚歌劇團公式網頁 （页面存档备份，存于）
- 池田泉州銀イメージガール、春乃さくらさん就任 宝塚娘役 （页面存档备份，存于）
- 東京都會電視台網站春乃 さくら簡介宝塚カフェブレイク登場人物春乃さくら，存档于Archive.today（存檔日期 20250428）